# Грещук Ірина Романівна
Ірина Рома́нівна Гре́щук (12 серпня 1994, Тернопіль) —  українська сноубордистка, призерка Всеукраїнських та міжнародних чемпіонатів зі сноуборду[яких?].